# Jesús Hurtado Zamudio
Jesús Pánfilo Hurtado Zamudio (Jauja, 7 de septiembre de 1947) es un psicólogo, pastor evangélico y político fujimorista peruano. Fue congresista de la república por Junín durante el periodo 2011-2016.

## Biografía
Nació en la ciudad de Jauja, ubicado en el Departamento de Junín, el 7 de septiembre de 1947. Está casado y tiene 2 hijos. Es también hermano del excongresista José Luis Hurtado Zamudio.
Fue pastor evangélico en la ciudad de Huancayo y estudiante de economía en la Universidad Nacional del Centro del Perú. Ha realizado estudios en Psicología en la Universidad Andina del Cusco así como una maestría en salud social en la Universidad de León y un curso de especialización en Misiología en el Freie Hochschule für Mission, Alemania.

## Carrera política

### Congresista de la República
Se inició en el ámbito político como candidato al Congreso de la República como miembro del partido fujimorista Fuerza 2011 liderado por Keiko Fujimori. Finalmente, Hurtado fue elegido como congresista de la república representando al departamento de Junín para el periodo parlamentario 2011-2016.
En su cargo congresal fue presidente de la Comisión de Ciencia, de la Comisión de Educación y de la Comisión de Transportes y Comunicaciones incentivando diferentes propuestas relacionadas con solucionar la problemática en la Carretera Central e impulsar la conectividad de Lima y Callao con la Sierra y Selva Central del Perú (Túnel Trasandino del Centro, D.L. 29959). Fue, además, presidente de la Liga Parlamentaria de Amistad Perú–Alemania.
Durante un debate parlamentario acerca del nuevo terminal aéreo en Cusco, Hurtado generó polémicas al afirmar que los aeropuertos pueden producir “impotencia sexual”.